# National Nurses United
National Nurses United est le principal syndicat professionnel d'infirmiers et infirmières (nurses en anglais) aux États-Unis.
Fondé en 2009, il est issu de la fusion de trois organisations, la California Nurses Association, l'United American Nurses et la Massachusetts Nurses Association. Le syndicat compte en 2014 approximativement 190 000 membres, nombre en augmentation selon le mensuel américain The Atlantic.